# D11H
D11H - loại đầu máy diesel truyền động thủy lực, 4 trục Bo-Bo với tải trục dưới 20 tấn dành cho tàu chở khách và tàu chở hàng do nhà máy FAUR (August 23rd Works) sản xuất cho Đường sắt Việt Nam, được quản lý bởi Xí nghiệp đầu máy Sài Gòn (cơ sở Đà Nẵng). Dựa trên 2 nguyên mẫu đầu máy Henschel Class 75 và BDZ class 77.
Được sản xuất và viện trợ riêng cho Việt Nam bởi của Romania từ năm 1978 đến năm 1980, do Xí nghiệp đầu máy Sài Gòn (cơ sở Đà Nẵng) quản lý và được vận dụng trên tuyến đường sắt Đồng Hới — Sài Gòn. Từng là loại đầu máy chủ lực trên tuyến đường sắt Bắc Nam vào những năm 1980 — 2000.
Hiện tại có 5 chiếc đang hoạt động với nhiều nhiệm vụ khác nhau, nổi bật nhất là kéo tàu du lịch Huế - Đà Nẵng.
Đầu năm 2022, vì đã quá niên hạn nên Tổng công ty Đường sắt Việt Nam gửi lên Bộ Giao thông Vận tải đề xuất việc cho các máy D11H ngừng hoạt động và thay thế bởi các máy Tiệp của Hà Nội chi viện cho Đà Nẵng.

## Lịch sử
D11H được sản xuất và viện trợ riêng cho Việt Nam bởi Romania từ 1978 đến 1980. Lô hàng đầu tiên gồm 28 máy được giao vào tháng 12 năm 1978 ( D11H-301 đến D11H-328 ), tiếp nối theo đó là lô thứ 2 gồm 30 máy còn lại, vào tháng 11 năm 1980 ( D11H-329 đến D11H-358 ), đều do Xí nghiệp đầu máy Đà Nẵng ( sau là Xí nghiệp đầu máy Sài Gòn - cơ sở Đà Nẵng ) quản lý và được sơn màu xanh lam - trắng, vận dụng trên tuyến Đồng Hới — Diêu Trì.
Với công suất 1100 mã lực, đặc tính kỹ thuật và số lượng đầu máy D11H có thể đáp ứng được nhu cầu vận tải của ngành đường sắt cũng như quy hoạch phát triển của ngành từ 10 đến 20 năm tới. Tuy nhiên sau một thời gian ngắn vận dụng, D11H bọc lộ nhiều nhược điểm trầm trọng. Hao mòn, hư hỏng các chi tiết của động cơ diesel quá lớn và không tuân theo quy luật hao mòn thông thường của chi tiết máy, đặc biệt là ở động cơ. Những hư hỏng này không thể khắc phục dẫn đến số lượng lớn đầu máy ngừng hoạt động chỉ sau từ 1 đến 2 năm kể từ khi vận dụng. Từ sau năm 1983, chỉ còn 10 đầu máy D11H có thể vận dụng, trong đó đầu máy cuối cùng đã ngừng hoạt động năm 1987.
Năm 1989, nhận thấy số lượng lớn đầu máy D11H bị lãng phí, bỏ hoang tại Xí Nghiệp đầu máy Đà Nẵng và Công ty Đường sắt 02. Trong đó 26 máy bị thanh lý và 32 máy bị bỏ hoang trong tình trạng chỉ hỏng động cơ diesel và thiếu linh kiện thay thế. Viện Nghiên cứu Thiết kế Đường sắt, Bộ Giao thông Vận tải lên kế hoạch phục hồi thí điểm 2 đầu máy D11H với mục tiêu không để lãng phí 32 đầu máy.
Ban đầu phương án phục hồi đầu máy Rumani có mục tiêu chính là phục hồi lại động cơ MB820DC hư hỏng. Nhưng sau khi Liên hiệp Vận tải Đường sắt II và Xí Nghiệp đầu máy Đà Nẵng tiến hành phục hồi đầu máy bằng cách đại tu động cơ MB820DC, các đầu máy này chỉ chạy được một thời gian ngắn rồi lại hỏng động cơ. Vì vậy dự án được chuyển mục tiêu sang thay thế động cơ MB820DC thành động cơ KGS230DR ( 1000 hp ) của Tiệp Khắc hoặc động cơ 12KVD18/21AL-5 ( 1350 hp ) của Cộng hòa Liên bang Đức. Vì hiệu quả kinh tế, Liên hiệp Vận tải Đường sắt và Viện Nghiên cứu Thiết kế Đường sắt, quyết định lựa chọn động cơ 12KVD18/21AL-5 ( 1350 hp ) của Cộng hòa Liên bang Đức để phục hồi đầu máy D11H với đơn giá 91.000 $/động cơ. Năm 1991, hai đầu máy D11H đầu tiên của chương trình phục hồi đầu máy Rumani của Viện Nghiên cứu Thiết kế Đường sắt lăn bánh khỏi Xí Nghiệp đầu máy Đà Nẵng ( D11H-351 - D11H-354 ), được đặt tên kỷ niệm là DV11H.
Sau sự thành công của hai đầu máy đầu tiên, Xí Nghiệp đầu máy Đà Nẵng đã vay vốn ODA của ngân hàng Tái thiết Đức, tiếp tục cải tạo thêm 15 đầu máy sử dụng động cơ MTU396TC14 vào năm 1996, với đầu máy đầu tiên xuất xưởng ngày 26 tháng 04 năm 1996 là D11H-332. Và 6 đầu máy cuối cùng vào năm 1997.
Từ tháng 03 năm 2009 đến tháng 07 năm 2009, đầu máy D11H được cải tạo hệ thống điều khiển quạt làm mát nước, cho đến nay không còn xảy ra sự cố, làm chậm tàu... do hệ thống làm mát nước trên đầu máy D11H gây ra.
Từ năm 2020, đầu máy Rumani dần hết niên hạn và được ngừng hoạt động, thay thế bởi đầu máy Tiệp (D12E) của Hà Nội chi viện cho Đà Nẵng( D12E-624 - D12E-641 - D12E-642 - D12E-648 - D12E-649 ). Động cơ MTU được chuyển sang cho D13E của XNĐM Vinh. Từ năm 2025, chỉ còn 5 đầu máy Rumani thực hiện nhiều nhiệm vụ khác nhau, trong đó nổi bật nhất là kéo tàu du lịch Huế - Đà Nẵng ( D11H-332 - D11H-339 - D11H-345 - D11H-349 - D11H-357 ).

## Đội đầu máy
Dưới đây là danh sách 5 đầu máy:
| Số hiệu  | Ngày hoạt động | Ngày ngừng hoạt động | Ghi chú                                      |
| -------- | -------------- | -------------------- | -------------------------------------------- |
| D11H-332 | 2-1981         | Đang hoạt động       | Máy kéo tàu du lịch Huế - Đà Nẵng            |
| D11H-339 | 1981           | Tạm ngưng hoạt động  | Máy kéo tàu du lịch Huế - Đà Nẵng            |
| D11H-345 | 3-1981         | Đang hoạt động       | Máy kéo tàu du lịch Huế - Đà Nẵng            |
| D11H-349 | 11-1980        | Đang vào cấp đại tu  | Dự kiến là máy kéo tàu du lịch Huế - Đà Nẵng |
| D11H-357 | 5-1981         | Đang hoạt động       | Máy kéo tàu du lịch Huế - Đà Nẵng            |